# What’s Happening?
What’s Happening? (kor. 이게 무슨 일이야 Ige museun ir-iya) – czwarty minialbum południowokoreańskiej grupy B1A4, wydany 6 maja 2013 roku przez wytwórnię WM Entertainment. Płytę promował singel o tym samym tytule. Sprzedał się w nakładzie 104 279 egzemplarzy w Korei Południowej (stan na maj 2014 r.).
Japońska wersja płyty ukazała się 18 września 2013 roku, została wydana przez Pony Canyon. Zajęła 109. miejsce listy Oricon Weekly Albums Chart.

## Lista utworów
| Nr | Tytuł                                                       | Słowa                      | Muzyka                          | Czas |
| -- | ----------------------------------------------------------- | -------------------------- | ------------------------------- | ---- |
| 1. | "Starlight’s Song" (kor. 별빛의 노래 Byeolbichui Norae)     | Baro, 우리형과내동생       | 우리형과내동생                  | 3:37 |
| 2. | "What’s Happening?" (kor. 이게무슨일이야 Ige museun ir-iya) | Baro, Jinyoung             | Jinyoung                        | 3:20 |
| 3. | "Yesterday"                                                 | Baro, Seo Yong-bae, Lee Ki | Seo Yong-bae, Lee Ki            | 3:35 |
| 4. | "Good Love"                                                 | Baro, Jinyoung, CNU        | Jinyoung                        | 3:56 |
| 5. | "How Many Times" (kor. 몇 번을 Myeot Beoneul)               | Baro, 우리형과내동생       | 우리형과 내동생, Ichiro Suezawa | 3:38 |

## Notowania
| Lista                   | Pozycja |
| ----------------------- | ------- |
| Gaon Weekly Album Chart | 1       |
| Five Music (Tajwan)     | 1       |